# Richard Benjamin
Pour les articles homonymes, voir Benjamin.
Richard Benjamin, né le 22 mai 1938 à New York, est un réalisateur et acteur américain.

## Filmographie

### Acteur

#### Cinéma
- 1969 : Goodbye Columbus : Neil Klugman
- 1970 : Catch 22 (Catch-22) : Major Danby
- 1970 : Journal intime d'une femme mariée (Diary of a Mad Housewife) : Jonathan Balser
- 1971 : The Marriage of a Young Stockbroker (en) de Lawrence Turman : William Alren
- 1971 : The Steagle (en) de Paul Sylbert : Harold Weiss, B.A., M.A., Ph.D.
- 1972 : Portnoy et son complexe (en) (Portnoy's Complaint) d'Ernest Lehman : Alexander Portnoy
- 1973 : Les Invitations dangereuses (The Last of Sheila) : Tom
- 1973 : Mondwest (Westworld) : Peter Martin
- 1975 : Ennemis comme avant (The Sunshine Boys) : Ben Clark
- 1975 : Appelez-moi Docteur (House Calls) : Dr Norman Solomon
- 1979 : Le Vampire de ces dames (Love at First Bite) : Dr Jeffery Rosenberg / Van Helsing
- 1979 : Scavenger Hunt : Stuart Selsome
- 1980 : The Last Married Couple in America : Marv Cooper
- 1980 : Les nanas jouent et gagnent (How to Beat the High Co$t of Living) de Robert Scheerer : Albert
- 1980 : First Family (en) de Buck Henry : Bunthorne
- 1980 : Witches' Brew (en) de Richard Shorr : Joshua Lightman
- 1981 : Saturday the 14th : John
- 1997 : Harry dans tous ses états (Deconstructing Harry) : Ken
- 2003 : Marci X : Ben Feld
- 2006 : Keeping Up with the Steins : Rabbi Schulberg
- 2008 : Henry Poole (Henry Poole Is Here) : Dr Fancher
- 2023 : You People de Kenya Barris (en) : Dr Green

#### Télévision
- 1992 : Ray Bradbury présente : M. Howard (saison 5 épisode 7)
- 1998 : Dingue de toi : Frank DiChristophoro (saison 7 épisode 12)
- 2009 : Pushing Daisies : Jerry Holmes (saison 2 épisode 11)
- 2014 : Ray Donovan : Jerry Weiss (saison 2 épisode 8)
- 2015 : Childrens Hospital : Dan Richards (saison 6 épisode 5)

### Réalisateur
- 1982 : Où est passée mon idole ?
- 1984 : Les Moissons du printemps
- 1984 : Haut les flingues !
- 1986 : Une baraque à tout casser
- 1988 : Little Nikita
- 1988 : J'ai épousé une extra-terrestre
- 1990 : Deux flics à Downtown
- 1991 : Les Deux Sirènes
- 1993 : Made in America
- 1994 : La Surprise
- 1996 : Mrs. Winterbourne
- 1998 : Secret défense (The Pentagon Wars) (TV) (+ rôle)
- 2001 : Amours sous thérapie (The Shrink Is In)
- 2003 : Marci X
- 2004 : L'Amour en vedette (The Goodbye Girl) (TV) (+ rôle)

## Distinction
- Golden Globes 1976 : Golden Globe du meilleur acteur dans un second rôle pour Ennemis comme avant